# Трикутник Паскаля

Перші п'ять рядів трикутника Паскаля

Трикутник Паскаля — це геометрично, на зразок трикутника, розміщені біноміальні коефіцієнти. Це математичне поняття названо на честь Блеза Паскаля. Таку назву вживають переважно в західному світі, адже математики Індії, Персії, Китаю та Італії знали цей трикутник ще за кілька століть перед Паскалем. 
Ряди трикутника Паскаля умовно пронумеровані згори, починаючи з нульового, й числа в нижньому ряді відносно чисел у попередньому ряді завжди розміщені ступінчасто й навскіс. Побудувати цей трикутник просто. Кожне число в кожному ряді одержуємо, додавши два числа, розміщені вгорі (зліва і справа). Якщо зліва або справа немає числа, підставляємо нуль на його місце. Наприклад, перше число в першому ряді 0 + 1 = 1, тоді як числа 1 і 3 в третьому ряді утворюють число 4 в четвертому ряді: 1 + 3 = 4.
Правило Паскаля стверджує: якщо
{\displaystyle {n \choose k}={\frac {n!}{k!(n-k)!}}}
k-й біноміальний коефіцієнт в біноміальному ряді для (x + y)n, тоді
{\displaystyle {n \choose k}={n-1 \choose k-1}+{n-1 \choose k}}
для будь-якого додатного цілого n і будь-якого цілого k між 0 і n.

## Шаблони і властивості
Трикутник Паскаля має багато властивостей і містить багато числових шаблонів.

Кожен кадр представляє рядок трикутника Паскаля. Кожен стовпчик - це число у двійковому вигляді з найменш значимим бітом внизу. Світлі пікселі представляють одинички і темні - нулі.

### Рядки
- Сума елементів кожного рядка є подвоєна сума попереднього. Це тому, що кожен елемент рядка творить два елементи наступного рядка. Сума елементів рядка n дорівнює 2n.
- Добуток елементів рядка, послідовність таких добутків послідовність A001142 з Онлайн енциклопедії послідовностей цілих чисел, OEIS стосується основи натурального логарифма, e.[1][2] А саме, визначимо послідовність sn так:

{\displaystyle s_{n}=\prod _{k=0}^{n}{\binom {n}{k}}=\prod _{k=0}^{n}{\frac {n!}{k!(n-k)!}}~,~n\geq 0.}
Тоді співвідношення послідовних добутків рядків є
{\displaystyle {\frac {s_{n+1}}{s_{n}}}={\frac {(n+1)!^{(n+2)}\prod _{k=0}^{n+1}{k!^{-2}}}{n!^{(n+1)}\prod _{k=0}^{n}{k!^{-2}}}}={\frac {(n+1)^{n}}{n!}}}
і співвідношення цих співвідношень є
{\displaystyle {\frac {(s_{n+1})(s_{n-1})}{(s_{n})^{2}}}=\left({\frac {n+1}{n}}\right)^{n},~n\geq 1.}
Правий бік цього рівняння набуває форми визначення e через границю
{\displaystyle {\textit {e}}=\lim _{n\to \infty }\left(1+{\frac {1}{n}}\right)^{n}.}
- Значення рядка, якщо кожен елемент розглядати як десятковий розряд ( і числа більші ніж 9 переносити відповідно) є степенем 11 ( 11n, для рядка n). Отже, у рядку 2, ⟨1, 2, 1⟩ стає 112, тоді як ⟨1, 5, 10, 10, 5, 1⟩ у п'ятому рядку стає (після перенесень) 161,051, тобто 115. Цю властивість пояснюють встановлюючи x = 10 у біноміальному розкладі (x + 1)n, і припасовуючи значення до десяткової системи. Але x можна обрати так, щоб рядки представляли значення в будь-якій основі.
  - У трійковій: 1 2 13 = 42 (16)
  - ⟨1, 3, 3, 1⟩ → 2 1 0 13 = 43 (64)
  - За основою 9: 1 2 19 = 102 (100)
  -               1 3 3 19 = 103 (1000)
  - ⟨1, 5, 10, 10, 5, 1⟩ → 1 6 2 1 5 19 = 105 (100000)

Зокрема, для x = 1 значення в позиціях залишаються сталими (1позиція=1). Отже, їх можна просто додати.
- Сума квадратів елементів рядка n дорівнює середньому елементу рядка 2n.  Наприклад, 12 + 42 + 62 + 42 + 12 = 70.  У загальній формі:

{\displaystyle \sum _{k=0}^{n}{n \choose k}^{2}={2n \choose n}.}
- Іншим цікавим шаблоном є те, що для будь-якого рядка n, де n є парним, середній елемент мінус елемент на дві позиції ліворуч дорівнює числу Каталана, а саме (n/2 + 1)му числу Каталана. Наприклад: на четвертому рядку,  6 − 1 = 5, що є третім числом Каталана і 4/2 + 1 = 3.
- Також цікавою властивістю є те, що в рядку p де p це просте число, всі елементи рядка діляться на p. Це можна легко довести, оскільки якщо {\displaystyle p\in \mathbb {P} }, тоді p не має дільників окрім 1 і себе. Кожен елемент трикутника це ціле число, тоді за визначенням {\displaystyle (p-k)!} і {\displaystyle k!} це дільники {\displaystyle p!\,}. Однак, власне p не може з'явитись у дільнику, отже p (або його кратне) повинно залишитись у чисельнику.
- Парність: Щоб порахувати кількість непарних чисел у рядку n, переведіть n у двійкову систему. Нехай x буде кількістю одиничок у двійковому представленні. Тоді кількість непарних елементів буде 2x.[3]
- Кожен елемент у рядку 2n-1, n ≥ 0, є непарним.[4]
- Полярність: Інший цікавий шаблон, кожен парний рядок трикутника Паскаля дорівнює нулю, якщо взяти середній елемент, потім відняти цілі наступні біля центрального, тоді додати наступні цілі і т.д. Приклад, рядок 4 такий, 1   4   6   4  1, отже формула буде така 6 - (4+4) + (1+1) = 0, рядок 6 такий 1  6  15  20  15  6  1, тому маємо 20 - (15+15) + (6+6) - (1+1) = 0.

### Діагоналі
Діагоналі трикутника Паскаля містять фігурні числа сімплексів:
- Діагоналі уздовж лівого і правого ребер містять лише 1-ці.
- Наступні діагоналі містять натуральні числа по порядку.
- Рухаючись далі, наступна пара діагоналей містить трикутні числа по порядку.
- Наступна пара діагоналей містить тетраедричні числа по порядку і наступна дає числа п'ятиклітинника.

### Загальні шаблони і властивості

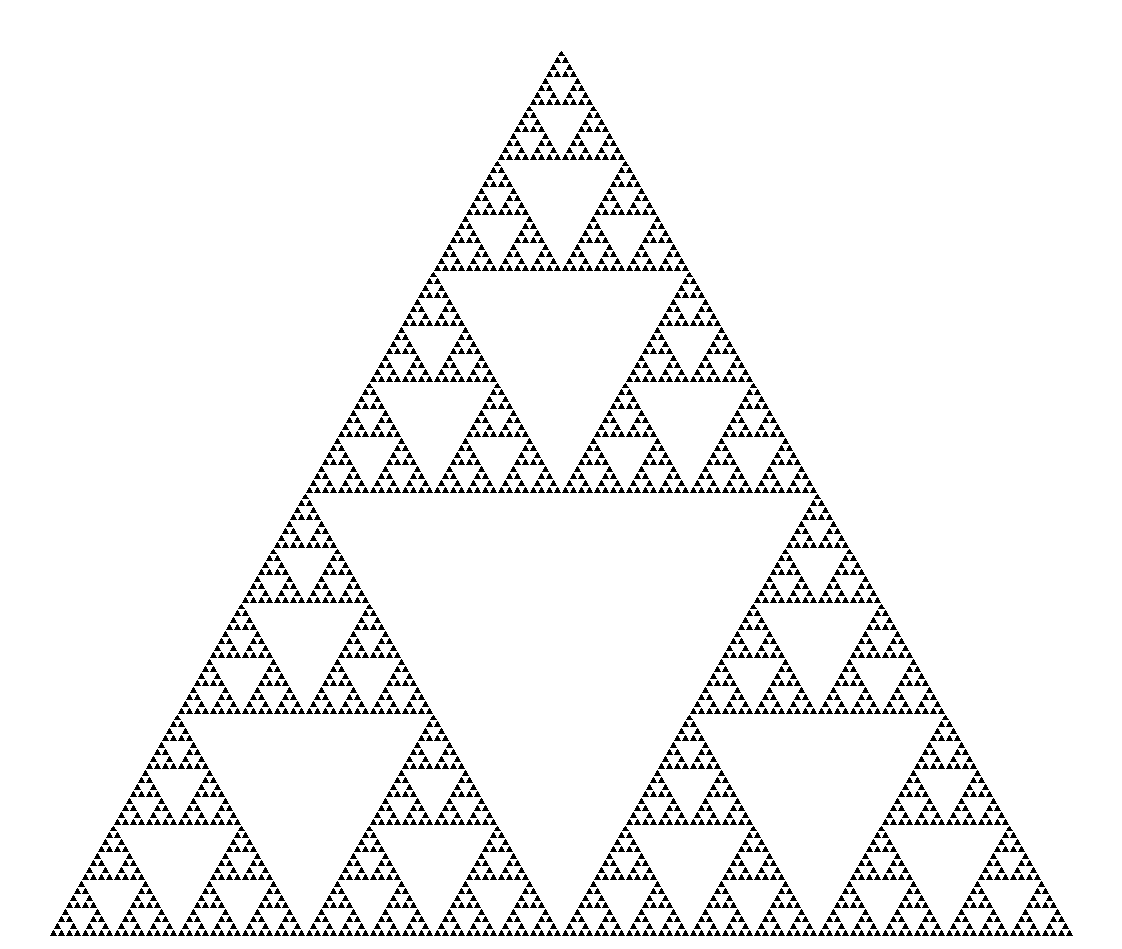
Трикутник Серпінського

- Шаблон отриманий фарбуванням лише непарних чисел у трикутнику Паскаля дуже нагадує фрактал відомий як трикутник Серпінського. Ця схожість стає все більш точною з додаванням нових рядків; при переході до границі, коли кількість рядків наближається до нескінченності, результовний шаблон є трикутником Серпінського.[5] Загальніше, числа можна розфарбовувати різноманітно, відповідно до того чи діляться вони на 3, 4 і т.д.; це дає подібні шаблони.

Трикутник Паскаля викладений на шахівниці дає кількість відмінних шляхів до кожної комірки, якщо дозволені лише кроки праворуч і додолу.

- Якщо рядки трикутника Паскаля вирівняти по лівому боку, тоді діагональні смуги (виділені кольором) сумуються у числа Фібоначчі.

| 1 |   |    |    |    |    |   |   |
| 1 | 1 |    |    |    |    |   |   |
| 1 | 2 | 1  |    |    |    |   |   |
| 1 | 3 | 3  | 1  |    |    |   |   |
| 1 | 4 | 6  | 4  | 1  |    |   |   |
| 1 | 5 | 10 | 10 | 5  | 1  |   |   |
| 1 | 6 | 15 | 20 | 15 | 6  | 1 |   |
| 1 | 7 | 21 | 35 | 35 | 21 | 7 | 1 |

## Біноміальні коефіцієнти
Трикутник Паскаля визначає коефіцієнти, що виникають при біноміальному розкладі. Наприклад:
(a + b)2 = a2 + 2ab + b2 = 1a2b0 + 2a1b1 + 1a0b2.
Звернемо увагу, що утворені коефіцієнти - це числа в другому рядку трикутника Паскаля. Зазвичай, коли ми підносимо до цілого додатнього степеня n поліном вигляду (a + b) ми маємо:
(a + b)n = c0an + c1an−1b + c2an−2b2 + ... + cn−1abn−1 + cnbn,
де коефіцієнти ci - це числа в n-му рядку трикутника Паскаля. Іншими словами: {\displaystyle c_{i}={n \choose i}.}
Можна побачити, що ми отримали біноміальну теорему. Звернемо увагу, що вся діагональ трикутника справа відповідає коефіцієнту перед bn, наступна діагональ відповідає коефіцієнту перед abn−1  і так далі.
Для того щоб побачити, як біноміальна теорема безпосередньо відноситься до трикутника Паскаля розглянемо як рахуються коефіцієнти перед елементом (a + 1)n (де b = 1 ).
{\displaystyle (a+1)^{n}=\sum _{i=0}^{n}c_{i}a^{i}.}
Розглянемо:
{\displaystyle (a+1)^{n+1}=(a+1)(a+1)^{n}=a(a+1)^{n}+(a+1)^{n}=\sum _{i=0}^{n}c_{i}a^{i+1}+\sum _{i=0}^{n}c_{i}a^{i}.}
Ці дві суми можуть бути записані наступним чином:
{\displaystyle {\begin{aligned}&\sum _{i=0}^{n}c_{i}a^{i+1}+\sum _{i=0}^{n}c_{i}a^{i}=\\&{}=\sum _{i=1}^{n+1}c_{i-1}a^{i}+\sum _{i=0}^{n}c_{i}a^{i}\\&{}=\sum _{i=1}^{n}c_{i-1}a^{i}+\sum _{i=1}^{n}c_{i}a^{i}+c_{0}a^{0}+c_{n}a^{n+1}\\&{}=\sum _{i=1}^{n}(c_{i-1}+c_{i})a^{i}+c_{0}a^{0}+c_{n}a^{n+1}\\&{}=\sum _{i=1}^{n}(c_{i-1}+c_{i})a^{i}+a^{0}+a^{n+1}\end{aligned}}}
Тепер ми маємо вираз для многочленів вигляду (a + 1)n+1 в термінах коефіцієнтів  для (a + 1)n.Це і є те, що нам потрібно. 
Нагадаємо, що всі числа на діагоналі, що йдуть від верхнього лівого до нижнього правого відповідають коефіцієнтам біля bn. Звідси маємо, що для того щоб знайти будь-який не нульовий  або (n+1) коефіцієнт необхідно просумувати елементи які знаходяться у рядку вище зліва та справа. Це основне правило побудови трикутника Паскаля. Цікавим є те, що якщо ми візьмемо a та b рівними одиниці, то (1 + 1)n = 2n. Звідси маємо: 
```

  

    

      

        

          

            

              
(

            

            

              
n

              
0

            

            

              
)

            

          

        

        
+

        

          

            

              
(

            

            

              
n

              
1

            

            

              
)

            

          

        

        
+

        
⋯

        
+

        

          

            

              
(

            

            

              
n

              

                
n

                
−

                
1

              

            

            

              
)

            

          

        

        
+

        

          

            

              
(

            

            

              
n

              
n

            

            

              
)

            

          

        

        
=

        

          
2

          

            
n

          

        

        
.

      

    

    
{\displaystyle {n \choose 0}+{n \choose 1}+\cdots +{n \choose n-1}+{n \choose n}=2^{n}.}

  

```

Іншими словами сума елементів в n-му рядку трикутника Паскаля дорівнює {\displaystyle 2^{n}.}